# ブロートンのマークス男爵
ブロートンのマークス男爵（英語: Baron Marks of Broughton）は、連合王国貴族の男爵位。

## 歴史
マークス&スペンサー社長サイモン・マークス（1888-1964）が1961年7月10日に女王エリザベス2世より「カウンティ・オブ・バークシャーにおけるサニングデールのブロートンのマークス男爵（Baron Marks of Broughton, of Sunningdale, in the County of Berkshire）」に叙されたのに始まる
1964年12月8日の初代男爵の死去に伴い、その長男であるマイケル（1920-1998）が爵位を継承した。彼は1976年に日本人の志村寿子（マークス寿子）を三番目の妻に迎えている（1985年に離婚）。
1998年9月9日に第2代男爵が死去し、その長男であるサイモン（1950-）が爵位を継承して現在に至る。
家訓は「努力、探求、専心（Strive Probe Apply）」

## ブロートンのマークス男爵（1961年）
- サイモン・マークス (初代ブロートンのマークス男爵)（1888-1964）
- マイケル・マークス (第2代ブロートンのマークス男爵)（1920-1998）
- サイモン・マークス (第3代ブロートンのマークス男爵)（1950-）

法定推定相続人は3代男爵の長男マイケル・マークス閣下（1989-）